# Rio dos Índios (Ivaí)
Der Rio dos Índios ist ein etwa 106 km langer linker Nebenfluss des Rio Ivaí im Nordwesten des brasilianischen Bundesstaats Paraná.

## Geografie

### Lage
Das Einzugsgebiet des Rio dos Índios befindet sich auf dem Terceiro Planalto Paranaense (Dritte oder Guarapuava-Hochebene von Paraná).

### Verlauf
Sein Quellgebiet liegt im Süden des Munizips Cianorte auf 573 m Meereshöhe etwa 3 km nördlich der BR-487 (Rodovia Boiadeira von Ponta Grossa nach Icaraíma am Paraná).
Der Fluss verläuft zunächst in nördlicher Richtung und dann in einem leichten Bogen in Richtung Nordosten. In seinem Unterlauf bildet er die Grenze zwischen den Munizipien Japurá und São Manoel do Paraná, bis er auf 255 m Höhe von links in den Rio Ivaí mündet.   
Die Entfernung zwischen Ursprung und Mündung beträgt 61 km. Er ist etwa 106 km lang.

### Munizipien im Einzugsgebiet
Am Rio dos Índios liegen die sechs Munizpien Cianorte, Tuneiras do Oeste, Tapejara, Indianópolis, Japurá und São Manoel do Paraná.

### Nebenflüsse
links: 
- Córrego Cheio
- Córrego Adelaide
- Córrego Ariranha
- Córrego Aruba
- Rio São Vicente
- Córrego Pocinho
- Ribeirão São Cristóvão
- Córrego Tamarana
- Córrego Vasco
- Córrego Clarim
- Córrego Flamengo
- Córrego Botafogo
- Córrego Santa Rita
- Córrego Tapeva
- Córrego Sambaqui
- Córrego Lambedor
- Córrego Japurá

rechts: 
- Córrego Ervalzinho,
- Córrego Itapirapuá
- Córrego Mirimdibá
- Ribeirão Aldeia
- Córrego Guarisanga
- Ribeirão Bolivar
- Ribeirão Bom Jesus
- Córrego Garapuruí
- Córrego Baguari
- Córrego Tancredo
- Córrego Alvarenga
- Córrego Guaiaba
- Córrego Camanducaia
- Córrego Quaraí
- Córrego Marmelo.[3]

## Naturschutzgebiet
In seinem Oberlauf durchfließt der Rio dos Índios das Naturschutzgebiet Reserva Biológica das Perobas. Hier werden auf 87 km2 die Überreste der Floresta Estacional Semidecidual (jahreszeitlicher sommergrüner Wald) mit ihrer Tierwelt geschützt. Perobas sind bis zu 20 bis 30 Meter hochwachsende immergrüne Bäume aus der Familie der Hundsgiftgewächse, deren Hartholz sich als Bauholz eignet. Neusiedler der ersten Generation verwendeten es für die Errichtung ihrer Gebäude.